# Élie de Cortone
Élie Bombarone, Élie d'Assise ou Élie de Cortone (1180-22 avril 1253) est un religieux italien du XIIIe siècle, qui fut le deuxième ministre général de l'Ordre des frères mineurs de 1232 à 1239.

## Biographie
Vicaire général de l'ordre depuis 1221, il en assure la direction à la mort de François d'Assise en 1226 jusqu'au chapitre général de 1227 qui désigne le provincial d'Espagne Jean Parenti. L'ordre est alors en crise au sujet de la pauvreté, crise qui trouve une solution juridique dans la bulle Quo elongati de 1230. Parenti démissionne à la suite des pressions des frères partisans de faire évoluer la règle franciscaine, opposés aux zelanti, fidèles à l’idéal primitif, et frère Élie est réélu au chapitre de Rieti de 1232.
Son magistère est jugé de manière ambiguë par les chroniqueurs contemporains. Les auteurs modernes saluent son intelligence et son énergie. Il travaille à la splendeur et à la puissance de l'ordre, et notamment à construire une basilique pour abriter le tombeau de François. Son influence personnelle est grande auprès du pape Grégoire IX et de l'empereur Frédéric II. Il mène une action centralisatrice, envoyant ses délégués plénipotentiaires inspecter les provinces, dont il porte le nombre à soixante-douze, et prélever une lourde contribution pour les travaux d'Assise. Il se conduit en autocrate, omet de réunir le chapitre général et nomme des laïcs, plus faciles à contrôler, à des postes importants. Il collabore avec le Saint-Siège en faveur des missions vers l'Orient et encourage la fondation de couvents d'étude.
Élie finit par se créer de fortes inimités au sein de l'ordre. Il est déposé une première fois en 1236, puis rétabli, et se venge de ses ennemis. Il écarte les zelanti qui sont exilés. Certains sont emprisonnés. Les provinces transalpines forment alors une commission menée par Aymon de Faversham (en) qui demande et obtient sa destitution par le pape, qui convoque un chapitre général ouvert le 16 mai 1239. Albert de Pise (it) est élu à sa place, et des Constitutions sont promulguées pour limiter les pouvoirs du ministre général. Élie n'apprécie pas sa disgrâce et prend le parti de l'empereur Frédéric II, alors en guerre contre le pape, ce qui provoque son excommunication. Elle n'est levée qu'à l'approche de sa mort en 1253.

## Sources
- Histoire du franciscanisme, par Lazaro Iriarte Publié par Éditions du CERF, 2004  (ISBN 2204075051 et 9782204075053)
- Histoire universelle, sacrée et profane, par Augustin Calmet